# Mord på mere end én måde
|  | Denne artikel er oprettet af botten PalnaBot ud fra en ekstern database. Den kan derfor have sproglige fejl eller mangler. Denne skabelon kan fjernes efter kontrol af indholdet. |

Mord på mere end én måde er en film instrueret af Jonas Kvist Jensen efter manuskript af Jonas Kvist Jensen.

## Handling
Johnny prøver forgæves at klare sig som privatdetektiv i en verden, der for længst har glemt hvad privatdetektiver skal bruges til. Han beskæftiger sig med ualmindeligt kedsommelige overvågningsopgaver og de store mordmysterier udebliver, lige indtil han en dag møder en smuk blondine i nød. Snart finder Johnny sig selv spærret ind på et mystisk slot under en mystisk storm med en lille gruppe af meget mystiske personer. Det bliver starten på en forviklet fortælling om koldblodige mord, løgn, bedrag og alskens andre essentielle ingredienser i det der viser sig at blive hans livs største, og måske sidste, sag.